# Jedničková soustava

Různé varianty zápisu čísla osm v jedničkové soustavě.

Jedničková soustava (též unární soustava) je nepoziční číselná soustava, která umožňuje zápis pouze kladných celých čísel. Čísla se zapisují jediným znakem ve významu jedna, zpravidla rovná čára, nejběžněji svislá, ve strojním zpracování pak „1“[zdroj?]. Další počty a čísla se zapisují opakováním tohoto znaku tolikrát, až je počet naplněn, např. 3 je jedničkově „111“ a deset je „1111111111“.
Jedničková soustava je nejjednodušší možná číselná soustava a historický základ všech ostatních.

## Komplexnost, aditivní soustava
Jedná se o aditivní soustavu, protože 3, zapsané jako = „111“ vyplývá z faktu, že
1+1+1 = 3.
Zvláštností aritmetických výpočtů v jedničkové soustavě je, že spočívají v mechanickém „slepování“ a „rozkrajování“ čísel, např. součet „111“ (3) a „11111“ (5)
111+11111 (3+5) = 11111111 (8)
Rozdíl čísel „11111“ a „111“ zjistíme porovnáním jejich délek a ponecháme „co přesahuje“:
```
   11111 (5)
 −   111 (3)
   —————
   11    (2)
```

## Aplikace

Znak 正 používaný v Číně, Japonsku a Koreji někdy jako číslice (5).

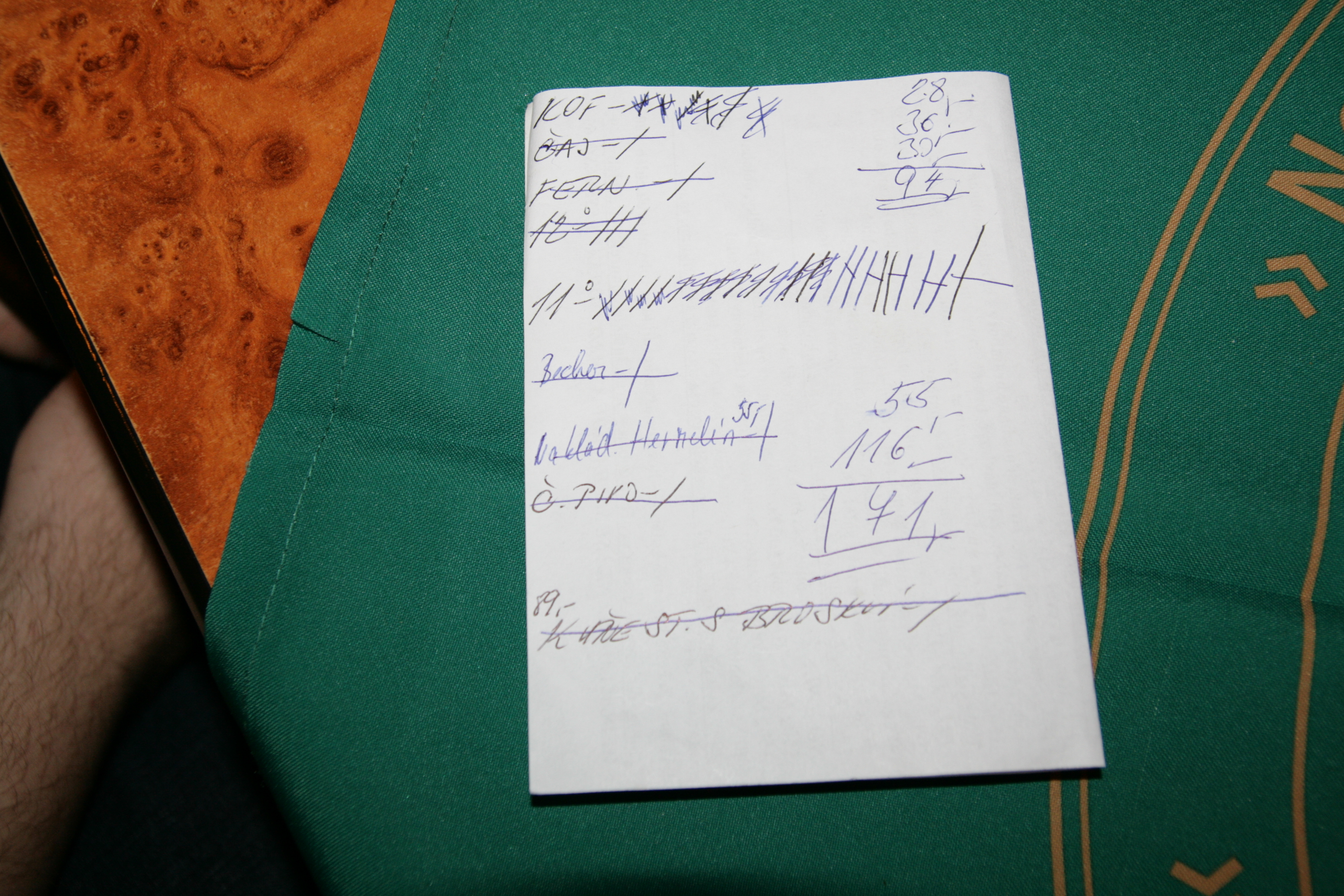
Čárkování na účtence z brněnské restaurace

Jedničková soustava byla základem pro zápis prvních tří číslic hindsko-arabského číslicového systému, tedy i současných arabských číslic jedničky, dvojky (dva pruhy) a trojky (3 pruhy), ale též pro číslice římské a čínské.
Jedničková soustava se běžně používá při počítání opakovaných událostí, například
- v hospodě ve formě čárek, které vyznačují počet vypitých piv, popřípadě počet kusů u jiných položek na účtence
- při dopravních průzkumech pro průběžné vyznačování počtu vozidel, chodců nebo cestujících
- pro ruční započítání návštěvníků, zákazníků, prodaného zboží, preferenčních hlasů kandidátů ve volbách apod. (tzv. čárkovací metoda)[1]

Tento systém je nepraktický pro větší čísla, např. 100, pro další ruční zpracování bez použití strojů. Proto bývá doplňován dalšími prvky (znaky), např. přeškrtnutím. Tím ovšem vzniká další celistvý znak s významem, např. 5 nebo 10, jako na obrázku.

### Kódování čísel v Turingových strojích
V teorii automatů se při kódování informací pro Turingovy stroje často používá kódování čísel pomocí jedničkové soustavy. Britský matematik Alan Turing dokázal, že pomocí poměrně jednoduchého formalismu nazývaného na jeho počest Turingův stroj lze provádět všechny aritmetické výpočty a že Turingův stroj lze považovat za model univerzálního počítače (lze sestrojit univerzální Turingův stroj, který je schopen emulovat činnost libovolného Turingova stroje); s jeho pomocí lze také dokázat, že problém zastavení Turingova stroje je algoritmicky neřešitelný.

## Jedničková soustava jako degenerovaný případ poziční soustavy
Zajímavostí je, že pro zjištění hodnoty zápisu čísla v jedničkové soustavě lze v principu použít vzorec pro výpočet hodnoty zápisu čísla v poziční číselné soustavě o základu {\displaystyle b}, do kterého dosadíme {\displaystyle b=1}:
{\displaystyle a_{k}a_{k-1}\ldots a_{1}a_{0}=(a_{k}.b^{k})+(a_{k-1}.b^{k-1})+\ldots +(a_{1}.b^{1})+(a_{0}.b^{0})}
Nemá ovšem základní vlastnost pozičních soustav, u nichž hodnota číslice závisí na jejím umístění v zápisu čísla, nepoužívá číslici nula (naopak používá číslici rovnou základu, kterou poziční soustavy o základu {\displaystyle b>1} neumožňují), ani neumožňuje zápis racionálních čísel.